# کنپا (شهرستان چارنکوو-تژچیانکا)
کنپا (به لهستانی:  Kępa) یک روستا در لهستان است که در گمینا تژچیانکا واقع شده‌است.